# 蒲艾真
蒲艾真（1974年—），臺灣裔美國社會活動家，是美國“全國家庭傭工聯盟”（National Domestic Workers Alliance）總監。她還擔任“跨代關懷”（Caring Across Generations）的共同總監。2012年美國時代雜誌將她選入了最具影響力時代百大人物。

## 背景
祖籍廣東省，父親蒲慕明國立清華大學畢業，於1970年代留學美國，是柏克萊加州大學知名神經生物學學者，中央研究院院士，美國國家科學院院士，中國科學院外籍院士。蒲慕明年輕時熱衷政治，曾經參與「保釣運動」。母親胡文真國立清華大學畢業後，到美國留學得到生化博士，再進入醫學院。曾在史隆癌症中心工作。2004年起擔任安德森癌症醫學中心的腫瘤科教授至今

。蒲艾真很小就展露出政治才華。七年級時，她就加入學生會「為學生們的權利發聲」，九年級時，她已經是學生會會長。1992年蒲艾真畢業於美國麻薩諸塞州一所私立寄宿高中－菲利普斯學院，進入紐約市哥倫比亞大學。由於父親的影響，她非常關注弱勢族群權益。在1995年蒲艾真在抗議教育預算削減和警察暴行的示威中因為阻礙紐約市曼哈頓大橋交通以至於被警察拘捕
。1996年，她在哥倫比亞大學與100多名學生佔領勞氏紀念圖書館（Low Memorial Library）圓形大廳，導致哥倫比亞大學創建種族和民族研究中心。

## 組織家庭傭工工會
1996年哥倫比亞大學主修婦女研究畢業以後，蒲艾真開始成為紐約市反對反亞裔暴力委員會(CAAAV)女職工專案的發起人。蒲艾真長期關切美國家庭幫傭傭工的權益問題，1998年她開始為家庭幫傭傭工籌組類似工會的組織，此事並不容易，因為幫傭工作地點極分散，也沒人替他們登錄姓名、造冊建檔。然而透過蒲艾真等志工努力下在教堂、公園口耳相傳，一個結合保姆、管家和老人照顧者的“聯合家庭傭工工會”（Domestic Workers United）2000年正式成立。
2004年起，聯合家庭傭工工會促使紐約州通過家庭傭工人權法案，組織數百名家庭傭工從紐約市起行前往紐約州的首府奧爾巴尼，講述自己的故事，維護自己的尊嚴和討個公道。紐約州州長帕特森2010年8月31日在哈林區簽署了紐約州家傭保護法，使紐約州二十萬家庭傭工享有最低薪資、加班費、休假及其他應有的權益。之後加州跟進，美國總統歐巴馬也擴大勞工法適用範圍，使520萬名幫傭權益受到保障。2007年聯合家庭傭人工會幫助成立「全國家庭傭工聯盟」，2010年4月，她成為全國家庭傭工聯盟總監。該組織在全美有35個衛星機構，負責維護和保障家庭幫傭權益。
蒲艾真表示：「我深信愛是世上推動改變的最大力量。我常把偉大的運動比擬為偉大的愛情…你可以改變政策，但過程中你也改變了人際關係乃至人本身。」 

## 其他工作
蒲艾真還擔任“跨代關懷”（Caring Across Generations）的共同總監。“跨代關懷”是200個倡導組織的全國聯盟，倡導家庭護理工作者和患者的權益。蒲艾真還擔任紐約工作正義委員會委員，社會正義領導委員會委員，康奈爾大學勞資關係學院勞動諮詢委員會委員，草根全球正義協調委員會委員。

## 獲獎

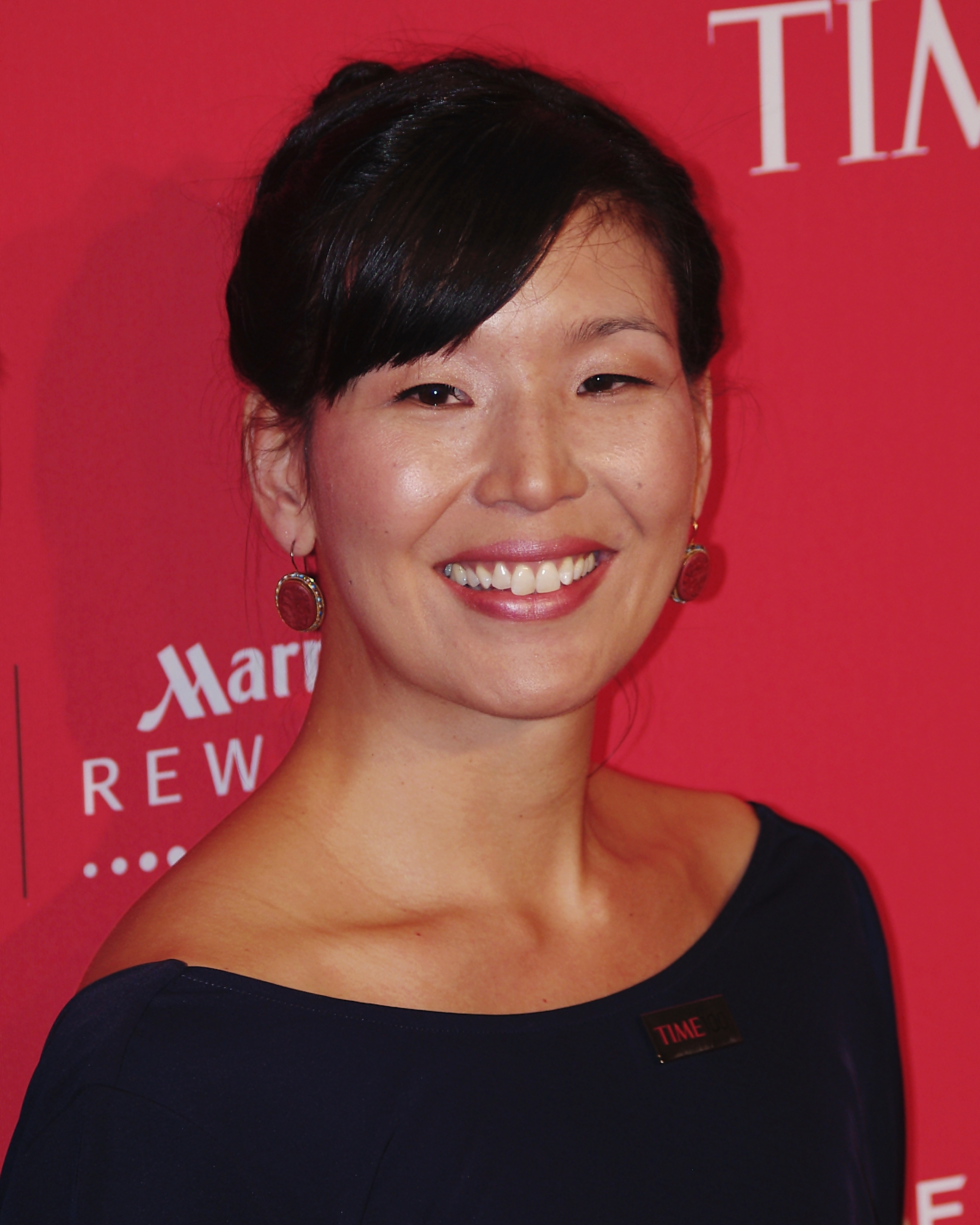
2012年的蒲艾真

2012年美國時代雜誌將她選入了最具影響力時代百大人物，她名列第41。美國婦女運動健將葛羅莉亞·史坦能（Gloria Steinem）在《時代》雜誌介紹文中寫道：「世界不時會出現具有天賦的組織者，懂得如何由下而上推動社會變革，蒲艾真就是這樣一位人物。 」